# Алатауский округ
Алатауский (или Алатавский) округ — административно-территориальная единица Российской Империи, созданная на основе приставства Большой Орды в 1856 году. В состав вошли южная часть Капальского округа Семипалатинской области, территория между реками Каратал и Или и районы Кунгей-Алатау, Терскей-Алатау и Заилийский Алатау. Центром был город Капал, а затем город Верный. Площадь 162 тысяч км2, население 160 тысяч человек, в том числе казахов — 100 тысяч. Подчинялся военному губернатору Семипалатинской области; в 1867 был преобразован в Семиреченскую область.